# 丸山優子
丸山 優子（まるやま ゆうこ、1969年4月4日 - ）は、日本の女優、声優。神奈川県出身。劇団スーパー・エキセントリック・シアター所属。

## 略歴
昔は陸上部で800メートル、110メートルハードルの選手であった。
当初は歌手になりたかったという。バンドブームに乗じ、仲間を募りレベッカのコピーバンドを結成して礼拝堂でのイベントでは司会進行をしていた。聖学院高等学校の学園祭にも急造のバックダンサーとともに遠征してステージに立ち、喝采を浴びていた。しかし捜真女学校在学中、三宅裕司がパーソナリティーを務めていたラジオ『三宅裕司のヤングパラダイス』を聞き、SETの公演を観に行っていた所、「歌・踊り・笑いあり、こんな舞台があるのか！」と魅了されて、劇団を目指すことに変更したという。
1989年、舞台『DIRT』でデビュー。デビューしたきっかけはSETのオーディションに合格したことから。
1995年-1996年,2000年、明和電機でSETの白土直子とともに「出向」、vivi(野畑桂子)と三人で女性コーラスナッパーズとして楽曲やライブ、ツァーに参加。「イカリを揚げよう」ではメインボーカル。
白土とともにSET内ユニット「きんかん」を結成。
1999年にはポニー・キャニオンより「だまされてノストラダムス」でメジャー・デビューを果たし、「世紀末アイドル」を自称し、由紀さおり・安田祥子のパロディ・ユニット「ユキサワリ・ツワリ」なども名乗りながら、歌手活動も行っている。

## エピソード
『ふしぎ星の☆ふたご姫 Gyu!』において、エリザベータ役のオーディションを受けた時、最初は無表情だったガラスの向こうの審査員がセリフを言い終わった途端に笑い始めたのを見て落ちたと思っていた。実は「エリザベータにはこの声しかない!」と審査員の満場一致で決定しており、後日合格と聞いて驚いたという。

## 出演

### テレビアニメ
2006年
- ふしぎ星の☆ふたご姫 Gyu!（エリザベータ）
- 夜明け前より瑠璃色な 〜Crescent Love〜（おばあちゃん）

2007年
- ゲゲゲの鬼太郎（第5作）（かわうそ）

2008年
- のらみみ（トビ丸）

2010年
- それでも町は廻っている（おばちゃん）
- デジモンクロスウォーズ（2010年 - 2011年、モニタモン、シャッコウモン、クロックモン） - 3シリーズ

2011年
- 変ゼミ（市河母）

2012年
- ひだまりスケッチ×ハニカム（番頭のおばちゃん）

2017年
- デジモンユニバース アプリモンスターズ（テラーモン）

### 劇場アニメ
- 劇場版 ゲゲゲの鬼太郎 日本爆裂!!（2008年、かわうそ）
- バケモノの子（2015年）

### OVA
- ヨコハマ買い出し紀行 -Quiet Country Cafe-（1998年、空港の受付）

### 人形劇
- 西遊記外伝 モンキーパーマ（2013年、tvk、テレ玉、チバテレ、群テレ、とちテレ、MTV、KBS京都、サンテレビ、OHK、ひかりTV） - 斗恋出威 役

### テレビドラマ
- 遺留捜査 第2シリーズ（益田 役）
- 大切なことはすべて君が教えてくれた（看護師 役）
- ニコニコ日記（母親 役）
- ハケンの品格（派遣社員 役）
- 秘密諜報員 エリカ（浅井先生 役）
- 幽かな彼女（柚木今日子 役）
- 闇バイト家族（牧田かよ子 役）[9][10]
- 虎に翼（2024年、ヤマモト 役）[11]
- 相棒 season23（2025年） - 斉藤ゆかり 役

### バラエティ
- 天才てれびくんMAX
- ものまねバトル47（日本テレビ）

### ラジオ番組
- テリー伊藤のってけラジオ・レポーター担当（ニッポン放送）

### CD
- 明和電機

1. 『提供 明和電機』（SME,1996.1.）楽曲「イカリを揚げよう」でメインボーカル。
2. 『GOLDEN☆BEST ALL OF 明和電機』（SMD,2005.9.）楽曲「イカリを揚げよう」でメインボーカル。

- きん・かん

1. 『だまされてノストラダムス』(ポニーキャニオン,1999.6)

- ゲゲゲの鬼太郎・妖怪パラパラ（2010）

### 舞台
- COLORE PRODUCE「ハルちゃん」（2006年） 作：ラサール石井 演出：田村孝裕（ONEOR8）

### その他コンテンツ
- ゲゲゲの鬼太郎 妖怪JAPANラリー3D（かわうそ）